# Hofi Géza
Hofi Géza (született Hoffmann; Budapest, 1936. július 2. – Budapest, 2002. április 10.) Kossuth- és kétszeres Jászai Mari-díjas, valamint Karinthy-gyűrűs magyar humorista, előadóművész, színművész, érdemes és kiváló művész, a Halhatatlanok Társulatának örökös tagja, a magyar kabaré történetének egyik leghíresebb és legtöbbet emlegetett alakja. A magyar kabaréműfaj külön úton járó, kiemelkedő népszerűségű mestere, aki önálló produkcióival, rendkívül összetett humorával egyéni stílust teremtett. Előadásaiban kérlelhetetlen pártatlansággal illette kritikával a társadalom működését, az aktuális politikai rendszer visszásságait, valamint rendszeresen felhívta a figyelmet legkülönbözőbb kulturális jelenségek és trendek káros hatásaira.

## Élete
Nagyapja, Hoffmann János negyven évig volt községbíró Rácalmáson, ahol édesapja is született. Kritikai képességét apjától (Hoffmann Lajos, a Budapesti Dohánybeváltó üzem csoportvezetője), zeneszeretetét anyjától (Szabó Magdolna, a Budapesti Konzervgyár sterilező üzemében művezető) származtatta.
Hoffmann Géza a kőbányai Maglódi úti általános iskolában kezdte tanulmányait. 1955-ben tette le az érettségi vizsgát a Széchenyi István Gimnáziumban, ami után három alkalommal is sikertelenül jelentkezett a színművészeti főiskolára, csupán Básti Lajos engedte át az első rostákon. Az Ascher Oszkár által kért szavalatai sosem sikerültek, erre említette, hogy a paródia neki jobban megy, de Ascher válasza az volt, hogy ő meg ahhoz nem ért. Később a Kőbányai Porcelángyár munkásaként iratkozott be Rózsahegyi Kálmán színiiskolájába, ahol többek között Sas József és Sztankay István voltak társai. Emellett a kőbányai téglagyár Jászai András (Jászai Mari unokaöccse) vezette színjátszó csoportjában játszott. Ekkoriban Kőbányán, a Tárna utca 13. szám alatt lakott. 1957 és 1959 között Jászberényben teljesített katonai szolgálatot írnoki beosztásban. 1959. június 13-án délután 6 órakor tartotta esküvőjét a kőbányai Szent László-templomban Vnouček Margittal, akit "vörös dög"-nek becézett.

„1959 őszén ismertem meg Hoffmann Gézát, Debrecenben, a Csokonai Színház portáján. Mondhatom, siralmas találkozás volt, én ugyanis zokogva álltam két óriási bőrönd között. Odalépett hozzám egy magas, vékony, fekete hajú fiatalember, és nagyon félszegen, nagyon halkan bemutatkozott, majd megkérdezte, segíthet-e valamiben? Bőgve elmondtam, hogy nincs albérlet, senki nem adott szobát.

– Akkor eljössz velem, nekem már megvan az albérletem – mondta olyan hangon, mintha régi barátok lennénk.

– De én férjnél vagyok – mondtam döbbenten –, a férjem most is járja az albérleti címeket.

– Na és? – kérdezte – Mi a probléma? Én is nős vagyok, de a "vörös dög" biztos befogad benneteket egy-két éjszakára!

Istenem, ez se komplett, futott át az agyamon, a macskájától függ hogy alhatunk-e náluk? Azzal hagyott ott, hogy el ne mozduljak, várjam meg, míg értem jön, de most az irodába kell mennie, mert Szendrő hívatta. Ha akartam volna, se mehettem volna a két nehéz bőrönddel, de főleg, mert nem volt hova menni. Nemsokára visszajött és azt mondta:

– Új nevem van!

– Hogyhogy? – kérdeztem.

– Józsi bácsi azt mondta, Hoffmann névvel nem lehet színpadra menni, mondjak gyorsan egy nevet, ami elfér a plakáton. Próbálkoztak mindenféle névvel, de nem találtak igazán jót. Végül Szendrő az asztalra csapott, és azt mondta, megvan.

– Hogy hívják a feleségét?

– Vnouček Margit – mondta Géza, és mindkettőjükből kitört a nevetés. Aztán mégiscsak Szendrővel közösen kitalálták a HOFI-t.”

– Pásztor Erzsi visszaemlékezése

Öt évig dolgozott gyári munkásként, míg a tehetségére felfigyelő Szendrő József színigazgató 1960. szeptember 1-jével a debreceni Csokonai Színházhoz szerződtette. Itt az előadások után a szerepeket barátaival rendszeresen parodizálta, a környék kultúrházaiban is gyakorta haknizott, egyre nagyobb népszerűségre tett szert. Többek között Simor Ottó, Tímár Éva, Pásztor Erzsi, Lontay Margit, Latinovits Zoltán és Artner Árpád társaságában lépett színpadra, rendezői voltak Fényes Márta, Lengyel György és Pethes György. Egyre inkább érezte, hogy a paródia az ő világa és ezért nem hosszabbította meg három éve tartó szerződését.
1963-ban visszaköltözött Budapestre, és immár Hofi Gézaként az Országos Rendező Irodától kapott működési engedéllyel fellépéseket vállalt az egész országban. Számait saját maga írta és zenéjét is ő állította össze. Ákos Stefi, Alfonzó, Bilicsi Tivadar, Brachfeld Siegfried, Mezey Mária és Toldy Mária társaságában lépett fel. 1964-ben szerepelt a Magyar Televízió Utánzók Klubja című műsorában Louis Armstrong-paródiájával, amit saját maga írt. 1965-ben egyhónapos esztrádműsorban lépett színpadra a Szovjetunióban. Magyarországon fellépett az EMKE, a Savoy és a Béke Szálló kupolatermében. 1967-ben Siófokon az Országos Rendező Iroda (ORI) Halló! Itt Balaton! című műsorában léptek fel először Koós Jánossal, akivel később komoly sikert arattak országszerte a Hofi-Koós show című műsorukkal. 1968-ban szerepelt a szófiai Világifjúsági találkozón.
1968-ban, a Magyar Rádió szilveszteri Slágerkupa műsorában elhangzott táncdalfesztivál-paródiájával vált közismertté, a Koós-Toldy-Hofi trió nyerte meg a kupát. 1969-ben a Komlós János által vezetett Mikroszkóp Színpadhoz szerződött, január 1-jén a Tessék továbbmenni című műsor vendégművésze volt. Az intézménynek 1982-ig volt tagja. Svédországban és Dániában is vendégszerepelt. 1969. június 25-én elhunyt édesanyja. 1969 szilveszterén Énekóra című számával lépett fel (Sammy Davis-paródia). 1970 januárjában elnyerte a Magyar Rádió Nívódíját, február 2-án volt A tetőn dolgoznak c. műsor bemutatója, amelyben Majakovszkij: Iván Kozirev öntőmunkás... c. versparódiáját adta elő. Áprilisban Jászai Mari-díjjal tüntették ki a kabaréművészet terén nyújtott alakításáért. A Színészek és Újságírók (SZÚR) találkozóján torreádor számot mutatott be. 1971 szilveszterén mutatta be a televízió Rózsa Sándor-paródiáját.

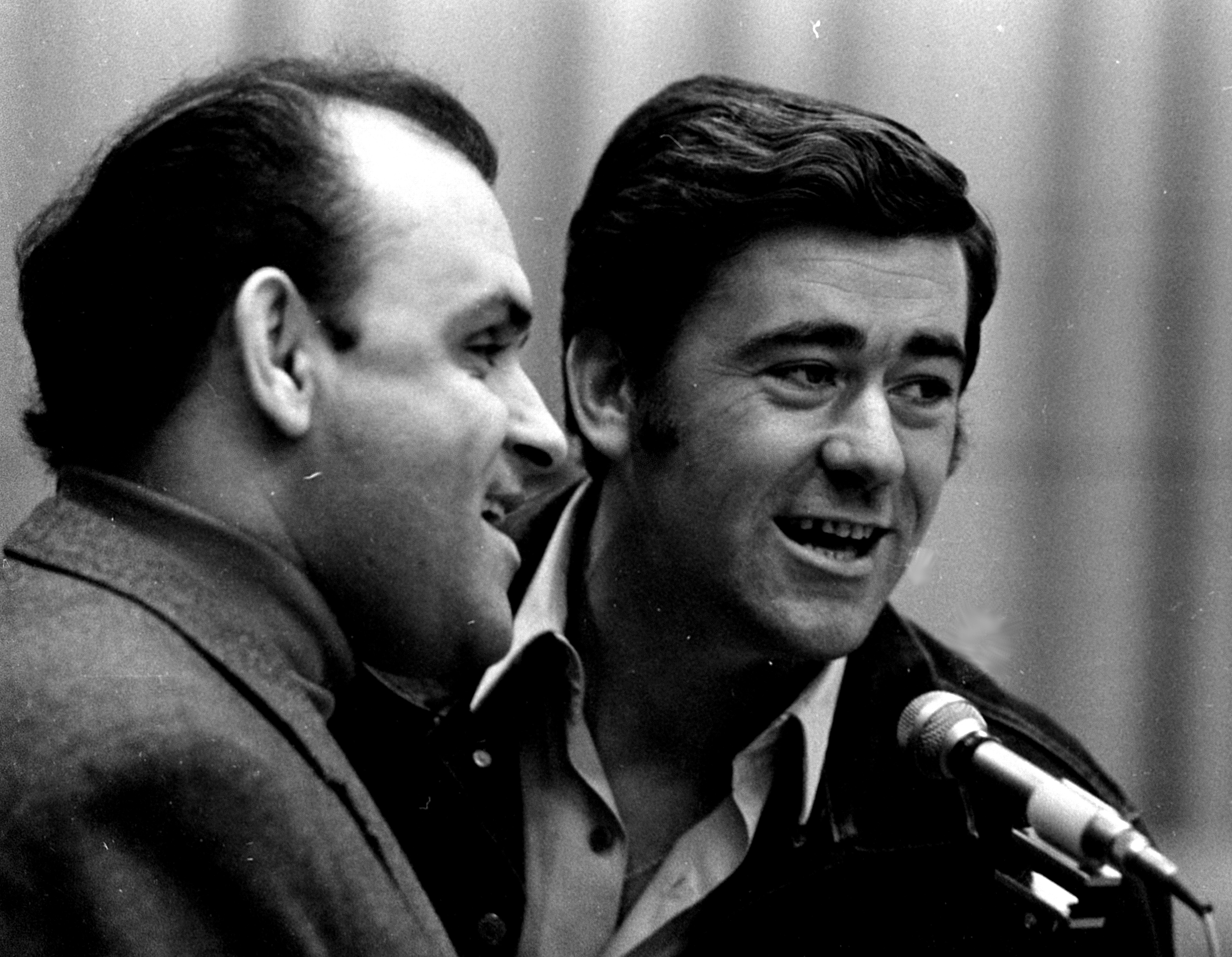
Hofi és Koós János táncdalénekes 1970-ben

Az ifjúság körében végzett kiemelkedő kulturális tevékenységéért 1972-ben a KISZ Budapesti Bizottsága emlékplakettel jutalmazta. Októberben adta elő Kádár-paródiáját a Mikroszkóp Színpadon a Tiszta vizet a fejekbe című műsor keretében. 1972 szilveszterén a rádióban Gondolkodási idő: NINCS! címmel egyórás műsorral jelentkezett, a Magyar Televízió pedig bemutatta Odüsszeusz-paródiáját. 1973 januárjában újból elnyerte a Magyar Rádió Nívódíját. Ugyanebben az évben másodszor is megkapta a Jászai Mari-díjat. Július 26. és augusztus 7. között a berlini Világ Ifjúsági Találkozón is részt vett. Szilveszterkor a Na, bumm! című televízióműsorban Koós Jánossal együtt szerepelt, melyben a Rhoda Scott-paródia is látható volt.
1974 januárjában átvette a Magyar Televízió elnökének nívódíját, októberben pedig a Mikroszkóp Színpad Magától nem megy című műsorában előadta magánszámát Építem a csatornámat címmel. Három év után a televízió bemutatta Kádár-paródiáját, amiért 1975. február 22-én a Magyar Rádió és Televízió elnökének nívódíjában részesült. Április 4-ére hivatalos meghívót kapott az Elnöki Tanács fogadására. 1975. december 14-én a Magyar Televízió rögzítette az Építem a csatornámat című magánszámát, melyet 1980-ban tűztek műsorra. 1976-ban a Magyar Rádió nívódíját vette át, valamint Lepedős a háztetőn című magánszámával jelentkezett a Mikroszkóp Színpad Ki fog gólt lőni? című műsorában. Szilveszterkor a televízió a Még mindig aktuális című jelenetét sugározta, amiért 1977-ben megkapta a Magyar Televízió elnökségének nívódíját. Ugyanebben az évben a Magyar Népköztársaság Érdemes Művésze kitüntetéssel jutalmazták. Macskaduett című zeneművéből Nepp József készített hétperces animációs filmet, melynek címe: Megalkuvó macskák. Szilveszterkor a tévében látható volt Kutatjuk a közvéleményt című száma, amelyben a Sztrogoff-paródiát is előadta. Szilveszter ’77 című műsoráért 1978-ban a Magyar Televízió elnökségének nívódíjában részesült. Február 23-án elhunyt édesapja. A Mikroszkóp Színpadon a Minek néz engem? című műsorban a Tiszta őrültek háza produkciót mutatta be. December 30-án tévéfelvétel készült Mikroszkóp Színpadon a Ki fog gólt lőni? című produkcióról a televízió szilveszteri adása számára, ebben Hofi a Lepedős a háztetőn című magánszámot adta elő.

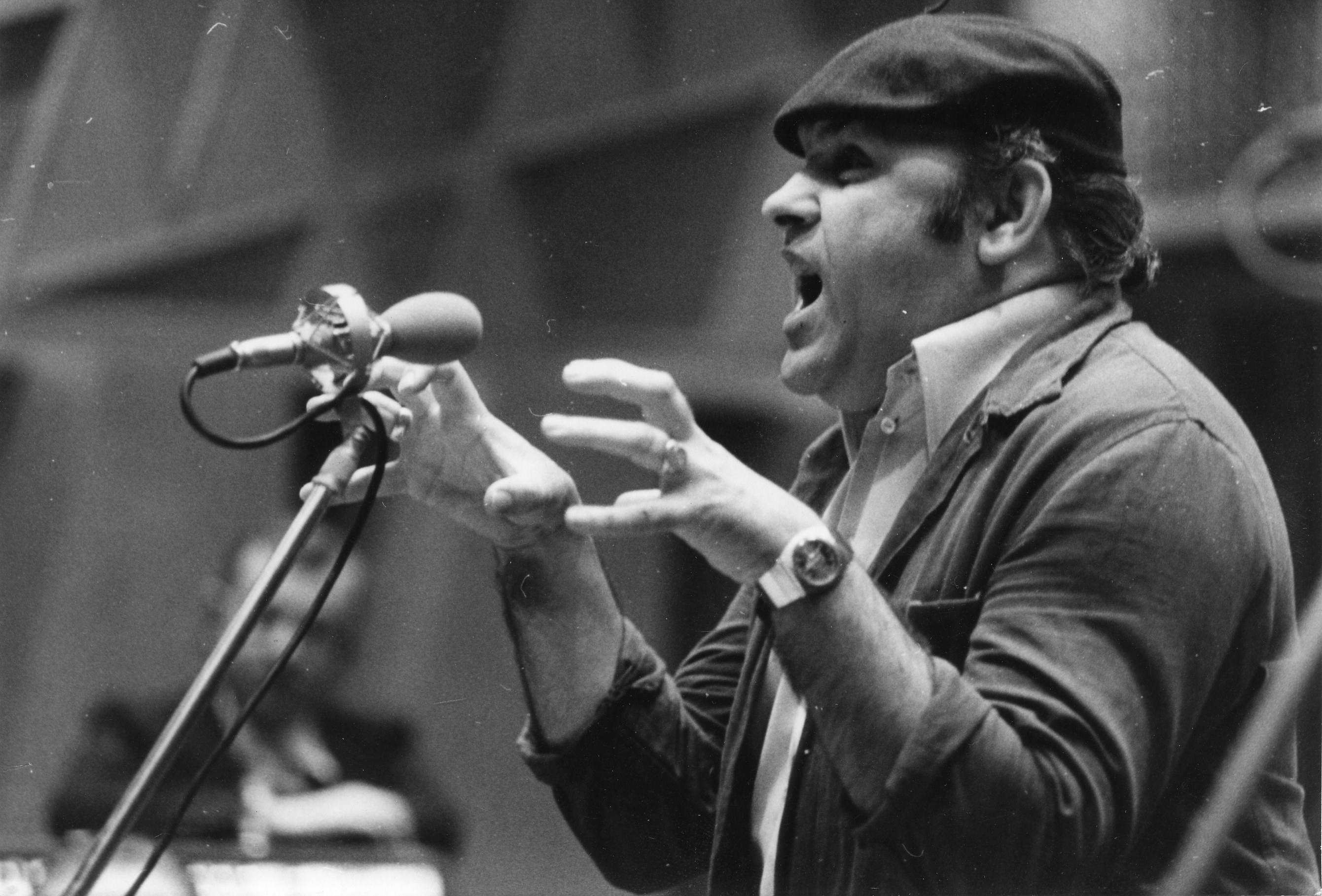
A Magyar Rádió stúdiójában 1979-ben

1979-ben a Magyar Rádió elnökségétől vehette át a Karinthy-gyűrűt, melyet a szatirikus és humoros műfaj terén végzett kiemelkedő munkájáért ítéltek neki. A folyamatosan teltházas estjei hangfelvételeken jelentek meg. sokuk aranylemez lett. Kovács Katival és Koós Jánossal elkészített 1976-ban a Kell néha egy kis csavargás c. zenés rádiójáték és 1979-ben animációs zenés filmje, a Megalkuvó macskák is óriási siker lett. Ők hárman voltak a zenés paródia műfaj első triója. Állandó szerzőtársai: Malek Miklós és Szenes Iván.
1980 márciusában vendégszerepelt a Német Demokratikus Köztársaságban, majd áprilisban Horváth Ádámmal elkészítettek a Felmegyek hozzád vasárnap délben zenéjére (Hófehérke és a hét törpe) egy zenés klipet. Áprilisban a Zalka Máté Vadásztársaság tagja lett. Szeptemberben a Mikroszkóp Színpad Hogyan? Tovább! című műsorának keretében adta elő Nevezz csak Cucinak! című számát. A december 29-ei előadás alkalmával a díszlet mellé zuhant, melynek következtében több bordája is eltört, de végigjátszotta az előadást. A televízió szilveszteri adása bemutatta A tiszta őrültek háza című magánszámát. 1981. június 11-én felmondott a Mikroszkóp Színpadon, szeptembertől mint a Magyar Televízió főmunkatársa dolgozott.
1983. április 7-ével Ádám Ottó szerződtette a Madách Kamara Színházhoz, ahol saját szövegével és dramaturgiájával állt a közönség elé. Ezen a napon este fél tizenegy órai kezdettel mutatta be Hofélia című önálló estjének premierjét, amelynek 1984. február 10-én már a századik előadását ünnepelték. A Fővárosi Tanács felkérte a Mikroszkóp Színpad igazgatói posztjára, amit decemberben visszautasított. Szilveszterkor a televízió Temetném a munkát (Hegedűs a háztetőn című musical betétdala) c. előadását sugározta. 1985 áprilisában elnyerte a Munka Érdemrend Aranyfokozatát. Szilveszterkor a televízió bemutatta Koncert című filmjét (rendező: Horváth Ádám), amiért 1986 májusában a Magyar Televízió nívódíjával jutalmazták. Júniusban a Koncert a veszprémi TV-fesztiválon színész- és közönségdíjat nyert.
A Hofélia című önálló estjét ötszázszor játszotta sikerrel, 1987. június 6-án került sor az ötszázadik adásra, amelyet a televízió is rögzített, Hofélia című lemeze pedig szeptember 21-én került a boltokba. 1987. október 2-án a Madách Kamara Színházban bemutatta az Élelem bére c. estjét, amely 2001. május 27-ig 1500 előadást ért meg.
1988-ban a Magyar Rádió zenei főosztálya eMeRton-díjjal kiemelkedő színvonalú művészi teljesítményéért, majd áprilisban a szocialista kultúráért tett kimagasló érdemeinek elismeréseként megkapta a Magyar Népköztársaság Kiváló Művésze címet. A tv bemutatta a Hoféliát. Szilveszterkor az Élelem bére című előadásából adott elő részleteket.
Hofi a rendszerváltás után is töretlen sikerrel lépett fel. A műsorainak hangvétele, stílusa, egyéni humora alapvetően változatlan maradt. 1990 januárjában megkapta a Magyar Rádió elnökségének nívódíját. Ezután kéthónapos ausztráliai fellépésre indultak Malek Miklóssal és Veszelinov Andrással, melyet hatalmas siker koronázott. Áprilisban játszotta nyolcszázadik alkalommal az Élelem bére című előadást.
1990 júniusában átesett egy szívinfarktuson. A Honvéd Kórház orvosai és a Kecskeméti Repülőorvosi Vizsgáló és Kutató intézet igazgató főorvosa, Remes Péter és csapata ápolta. 1991. április 1-jén lépett fel újra. Májusban Szakszervezeti Művészeti kulturális díjban részesült. Szilveszterkor újból látható volt a televízióban. 1995-ben elnyerte a Déryné-díjat. Márciusban hosszú betegség után elhunyt felesége, Margit. Májustól több szemműtéten esett keresztül, 1996 márciusában lépett csak újra színpadra. 1996-ban Kőbánya díszpolgára lett. Hatvanadik születésnapja alkalmából a Magyar Köztársasági Érdemrend Tisztikeresztjével tüntették ki művészi pályája elismerése gyanánt. 1997-ben beválasztották a magyar színművészet örökös tagjai közé. Áprilisban a Madách Kamara Színházban futó Élelem bére 1100. alkalommal került színpadra, aranygyűrűvel jutalmazták ezen alkalomból.
1998-ban Göncz Árpád, a Magyar Köztársaság elnöke nyújtotta át számára a Kossuth-díjat, de az elsők között kapta meg az ez évben alapított Bonbon-díjat is. Betegsége miatt március 21. és május 7-ei közötti előadásait le kellett mondania. Áprilisban Huszka Jenő-díjjal tüntette ki az Artisjus az év könnyűzenei produkciójáért. 1999-ben megint elnyerte a Bonbon-díjat, májusban pedig az Élelem bére eljutott az 1300. előadásig. 2000 februárjában megkapta a harmadik Bonbon-díjat, márciusban pedig feleségül vette Kövér Ildikót, aki önzetlenül segítette a művészt az utolsó fél évtizedben betegségben, műtétek és családi tragédia idején. Május 28-án került rögzítésre az Élelem bére 1400. előadása. Ezen est anyagából készült az 1400. című lemezén hallható Egy kiöregedett vadászkutya című dala, amivel a leköszönő Göncz Árpád köztársasági elnököt is búcsúztatta a Hungexpón ezen alkalomból rendezett ünnepségen. A Demény Pál Alapítvány Kuratóriuma Demény Pál-emlékéremmel jutalmazta.
2001. május 27-én került sor az Élelem bére 1500. előadására, októberben pedig elnyerte a Pro Cultura Urbis Közalapítványi díjat, amit 2002. január 17-én vett át Schiffer János főpolgármester-helyettestől a Madách Kamarában rendezett ünnepélyen. 2002 februárjában tért vissza a színpadra, ahol még két hónapot játszott. 2002. március 3-ai előadását rögzítette a Hungaroton, ez Napsugaras jóéjszakát címmel látott napvilágot a művész halála után. 2002. április 7-én volt utolsó fellépése a Madách Kamara Színházban. 2002. április 10-én hajnalban érte a halál álmában. Síremléke a Farkasréti temetőben található.
A Rádiókabaré szilvesztereinek állandó sztárja volt. Egyik legmaradandóbb sikerét egy táncdal, az általa énekelt Lazítani hozta.
A korrupció az, amiből kihagynak
2007. július 15-ről 16-ra virradóan megrongálták Farkasréti temetőben lévő sírját. A tettes ellopta a sírt díszítő bronzszobrokat (melyek a humorista életútját szimbolizálták): a bakancsot, palástot, babérkoszorút. 2007. november 2-án átadták a felújított síremléket, melyen a szimbólumok immár kőből faragva láthatók.
1968-tól haláláig az Anker-palota lakója volt. 2021-ben emléktáblát avattak 85. születésnapján az Anker-közben, korábbi lakóházának falán.

## Albumok
- Hofi (Első menet) (1970)
- Második menet (1972)
- Odüsszeusz (nem hivatalos cím: Hofisszeusz) (1973)
- Hofi Volán Elektronika (1973) A Volán Elektronika klubjában felvett előadása. Műsorvezető: Antal Imre – nem hivatalos sorlemez
- Akácos út… (1977)
- Szabhatjuk (1978)
- Te, figyelj haver! (1980)
- HOFI (nem hivatalos cím: Hús-mentes áru) (1982)
- Hofélia I.–II. (1987)
- Kell néha egy kis csavargás / Próbálj meg lazítani! (felvétel: 1976, lemezkiadás: 1989, CD: 2002). Közös lemez Kovács Katival és Koós Jánossal
- Hordót a bornak! (1990)
- Szíveslátás (1991)
- Díszmagyar (1993)
- Pusszantás mindenkinek! (1997)
- Kossuth-díj (1998)
- Rádiókabaré '99 (1999)
- Rádiókabaré 2000 (2000)
- 1400. (2000)
- Napsugaras jó éjszakát! (2002)
- Hegedűs a háztetőn (a musical dalai, felvétel: 1984) (2003)
- Felmegyek hozzád Zenés összeállítás 1. (2004)
- Gondolj apádra! Zenés összeállítás 2. (2005)
- Best of Hofi (2019)

## Televízió
- Bicska Maxi klip (Kurt Weill és Bertolt Brecht – Koldusopera (részlet)) (1966)
- Armstrong-paródia (1968)
- Hofi–Koós show (1969)
- Frédi és Béni (1971)
- Elég az hozzá (1971. január 23.)[13]
- Rózsa Sándor-paródia (1971 szilveszter)
- Odüsszeusz (1972)
- Rhoda Scott-paródia (1973)
- A luk (1973)
- Mi a helyzet a gyalogosokkal? (Kádár paródia – 1974)
- Iván Kozirev öntőmunkás elbeszélése arról, hogyan költözött új lakásba (1975)
- Építem a csatornámat (1976[14])
- Még mindig aktuális (Újságárus) (1976)
- Kutatjuk a közvéleményt (1977)
- Ki fog gólt lőni? (részlet a Hofi–Koós showból) (1978)
- Hófehérke (Felmegyek hozzád vasárnap délben) (1979)
- Tiszta őrültek háza (1979)
- Meggyúrtuk Hofit (1981)
- Nevezz csak Cucinak! (1982)
- Menczel János – Mariska néni (1984)
- Temetném a munkát (1984)
- Gondolj apádra (1984 Szilveszter)
- Pia nista – Koncert (1985)
- Hofélia (1987)
- Élelem bére (1988)
- Hofi-szilveszter (1991)
- Díszmagyar (1993)
- 1996 (1996)

## Díjai, kitüntetései

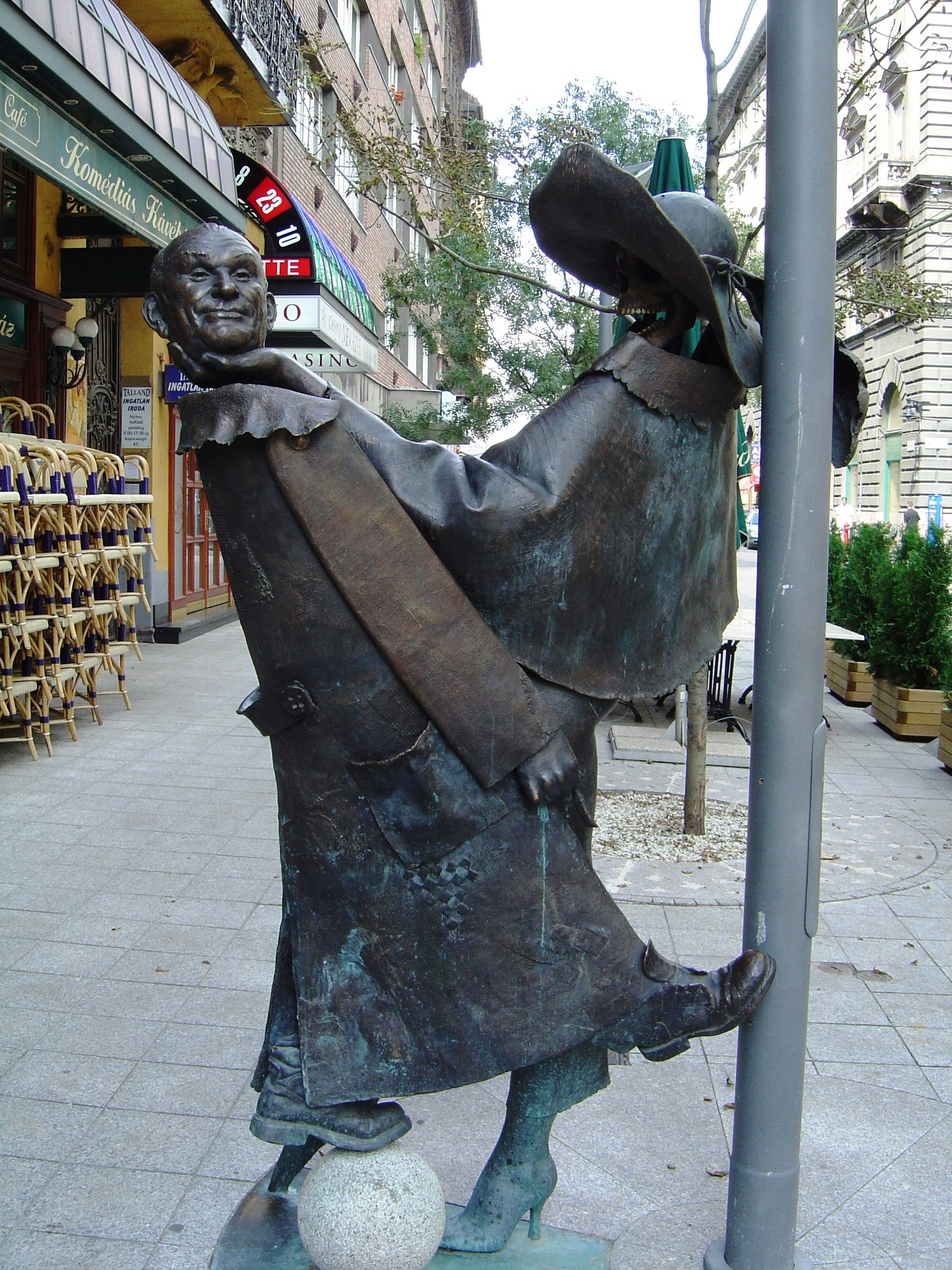
A „Hofi-szobor” a Nagymező utcában

- Magyar Rádió nívódíja (1970, 1973, 1975, 1976, 1987, 1990)
- Jászai Mari-díj (1970, 1973)
- Magyar Televízió nívódíja (1974, 1975, 1977, 1978, 1986)
- Érdemes művész (1977)
- Karinthy-gyűrű (1979)
- Munka Érdemrend arany fokozata (1985)
- Veszprémi tv-fesztivál – koncert színész- és közönségdíja (1986)
- EMeRTon-díj (1987)
- Kiváló művész (1988)
- Déryné-díj (1995)
- Kőbánya díszpolgára (1995)
- A Magyar Köztársasági Érdemrend tisztikeresztje (1996)
- Bonbon-díj (1998, 1999, 2000)
- Örökös tag a Halhatatlanok Társulatában (1997)
- Huszka Jenő-díj (1997)
- Kossuth-díj (1998)
- Fonogram-díj (1999)
- Demény Pál-emlékérem (2000)
- Pro Cultura díj (2000)
- Terézváros díszpolgára (2003) (posztumusz)[15]

## Emlékezete

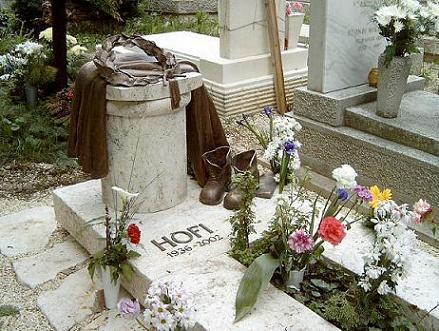
Hofi Géza sírja (2006)

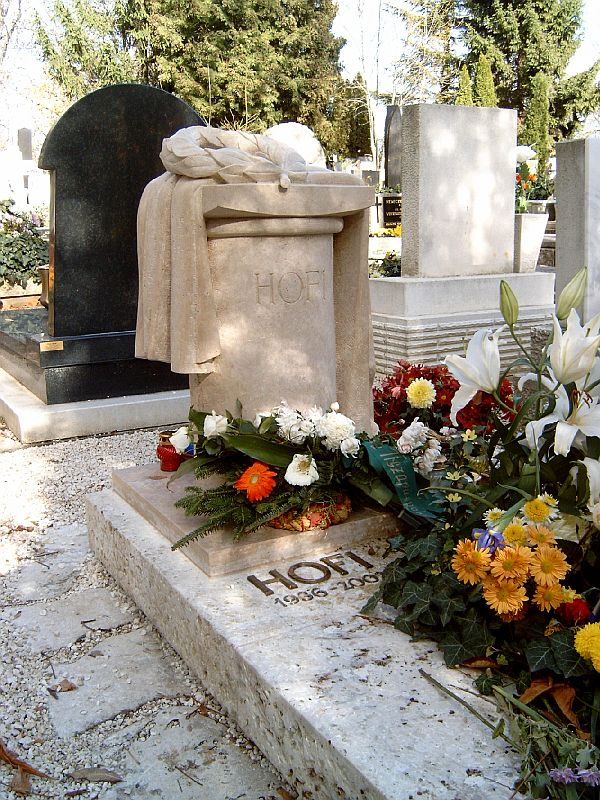
Hofi Géza rongálás után helyreállított sírja Budapesten. Farkasréti temető: 25-2-37.

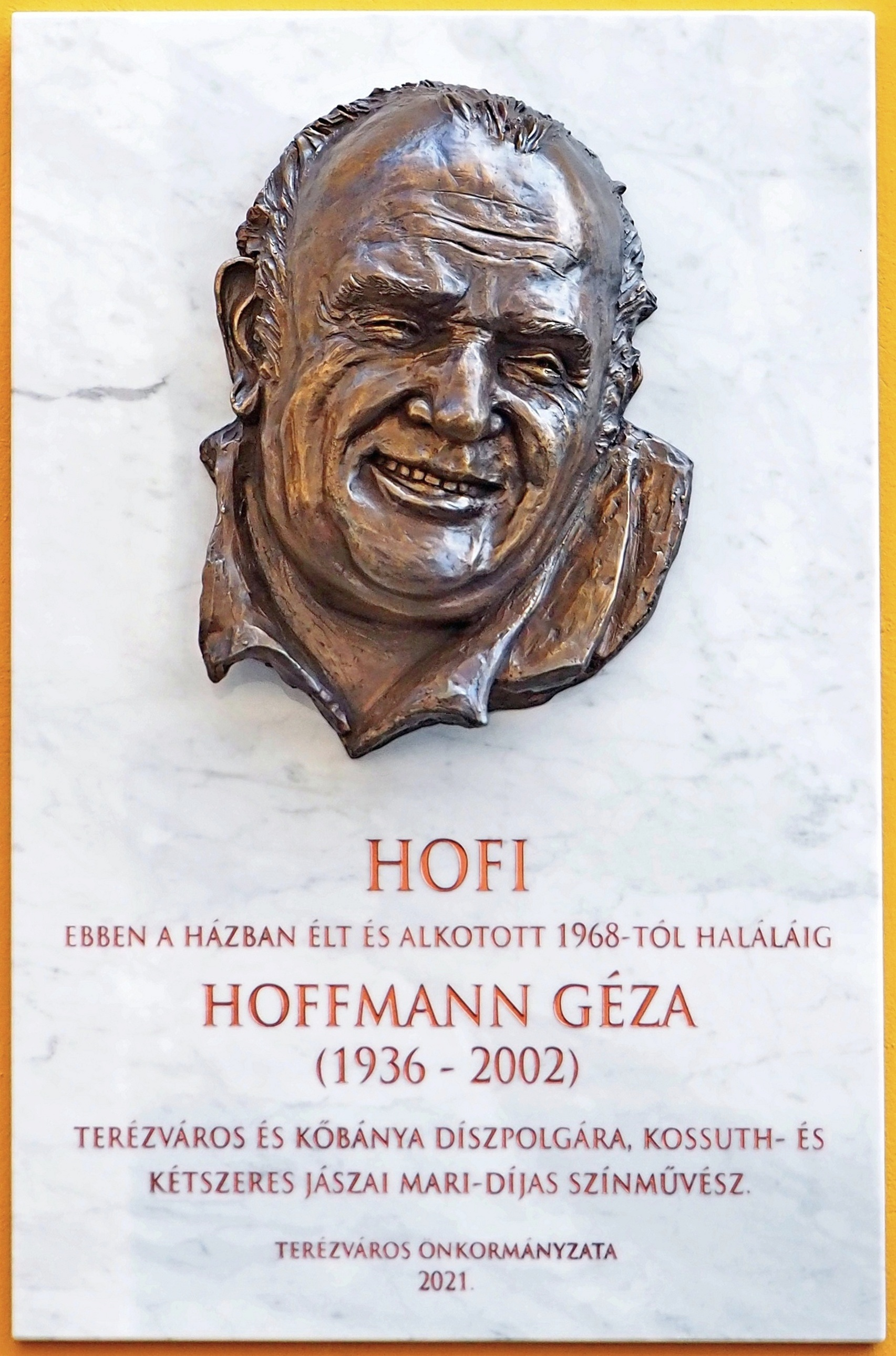
Hofi Géza emléktáblája az Anker közben

- 2004. december 28-án avatták fel a Thália Színház előtt Stremeny Géza szobrászművész Színház című bronzszobrát, melyet a köznyelv csak Hofi-szobornak nevez.[16]
- Kisbolygót neveztek el tiszteletére 180857 Hofigéza néven.[17]
- Hofi Géza karikatúrakiállítás a Madách Színház Tolnay Szalonjában (2017).[18]
- 2021. július 2-án születésének 85. évfordulóján emléktáblát avattak egykori lakhelyén az Anker közben.[19][20]
- Beton.Hofi magyar rapper művésznevében a Hofi tisztelgés Hofi Géza előtt.

## Könyvek Hofi Gézáról
- Hofi; Hungalibri, Bp., 2002
- Hofi. Pusszantás mindenkinek; összeáll., interjúk Furdy Mária; B.U.S. Press, Bp., 2002
- Hoffmann Ildikó et. al., Hofi Géza (Hofi Géza élete és pályafutása 1936–2002), Budapest, Hungaroton, 2003, ISBN 963-206-57-6-X
- Vnoucsek László: Ajtón belül. Négy évtized Hofi Géza mellett; Budapest, Progress E-Business Kft., 2005, ISBN 963-219-813-1
- Szegő András: Magánybeszélgetések. ISBN 9635306792
- Menyhért Mészáros László: HOFI – Maffia, magánkiadás, 1991, ISBN 963-4003-78-8 „A nagy leleplező könyv”
- Ambrus Péter: Az igazi Hofi, 2006, ISBN 963-9615-52-8
- Ambrus Péter: Hofi. Második menet; Dekameron, Bp., 2012 (Sztároktól sztárokról)
- Hofi megmondja; szerk. Király Levente; Corvina, Bp., 2018
- Hofi naplója; Kossuth, Bp., 2019
- Zóka F. Mária: HOFI 85. Palota Könyvkiadó, 2021, ISBN 9786150122823